# Artěl
Ne doit pas être confondu avec Artel des artistes.
Artěl est une coopérative d'artistes née à Prague en 1908 et disparue en 1934, qui produisit une importante quantité d'objets de qualité, associant arts appliqués et arts décoratifs. Inspirée par l'Arts and Crafts et la Wiener Werkstätte, elle regroupa une vingtaine de créatrices et de créateurs pour la plupart d'origine tchèque.

## Histoire
Artěl est une marque dérivée du mot russe артель signifiant « coopérative » ou « coopérative de production », qui dans son sens originel entend une association regroupant des travailleurs migrants ruraux. Cette structure a été fondée à Prague, rue Prašné brány, en 1908 autour de Jaroslav Benda, Vratislav Hugo Brunner (en), Josef Gočár, Jan Konůpek (en), Pavel Janák, Helena Johnová, Marie Hoppe-Teinitzerová et Otakar Vondráček. À l'origine se trouve être un employé de banque, éditeur et amateur d'art, Alois Dyk (1881-1971), neveu de l'écrivain Viktor Dyk, qui avait trouvé l'idée du nom dans le roman Anna Karénine de Léon Tolstoï.
L'association s'occupait de la conception et de la mise en œuvre d'objets design destinés à des entreprises ou des particuliers. Le mobilier, l'architecture intérieure, la décoration, des textiles et des vêtements, des jouets, ont également été produits en des formes curieuses et souvent inédites. Les matériaux convoqués étaient le bois, la céramique, le verre, le métal. Contrairement à la Wiener Werkstätte, Artěl n'est pas parvenue, faute de moyens financiers, à organiser la production dans un même espace ou suivant des lignes de conception collectives ; au lieu de ça, chaque associé présentait ses créations en fonction de commandes gérées par Artěl qui se mettait en relation avec le client final. Artěl disposait donc d'un réseau de créateurs travaillant tous dans des ateliers indépendants répartis à Prague ou dans ses alentours, capable de produire de petite séries, en lien avec des sous-traitants qui finalisaient le produit. L'un des fleurons reste la céramique : fabriquées par Rydl & Thon (Svijany-Podolí), apparurent des formes originales très colorées et géométriquement accentuées marquées par le cubisme, surtout sous l'influence des architectes Pavel Janák et Vlastislav Hofman (en), qui leur passèrent commande, dès avant 1914, de lignes de meubles (cuisine, salon, chambre). L'exposition L'Œuvre tchécoslovaque ouverte à Cologne en 1914 (Köln Deutscher Werkbund) expose aux yeux d'un vaste public les premières créations. 
Après une grande exposition à Prague en 1921, Artěl, devenue une société anonyme, fusionne au niveau de sa distribution avec Družstevní práce (« Travail coopératif »), une structure destinée à promouvoir les productions artisanales et d'art de Tchécoslovaquie et qui disposait de boutiques, dont une, célèbre, ouverte à Prague en 1929, rue Národní třída. Artěl collaborait également en lien avec des professeurs et des étudiants de l'école des arts appliqués de Prague. 
Artěl est présente en 1925 à Paris sur le pavillon tchécoslovaque durant l'exposition internationale des Arts décoratifs et industriels modernes. Entre 1927 et 1930, sous la houlette de Jaroslava Vondráčková, l'association penche davantage vers le fonctionnalisme.
La crise économique qui suit met un terme aux activités d'Artěl vers 1934-1935.

## Membres actifs
- Jaroslav Benda
- Vratislav Hugo Brunner
- Jaroslav Brychta
- Josef Chochol
- Marie Hoppe-Teinitzerová
- Vlastislav Hofman
- Jaroslav Horejc
- Pavel Janák
- Helena Johnová
- Jan Konůpek
- Jiří Kroha[5]
- Antonin Kybal
- František Kysela[6]
- Otakar Novotný
- Vilemína (Minka) Podhajská
- Božena Pošepná
- Josef Rosipal
- Ludvika Smrčková
- Václav Špála[7]
- Rudolf Stockar
- Ladislav Sutnar
- Václav Vilém Štech
- Otakar Vondráček
- Jaroslava Vondráčková

## Quelques productions

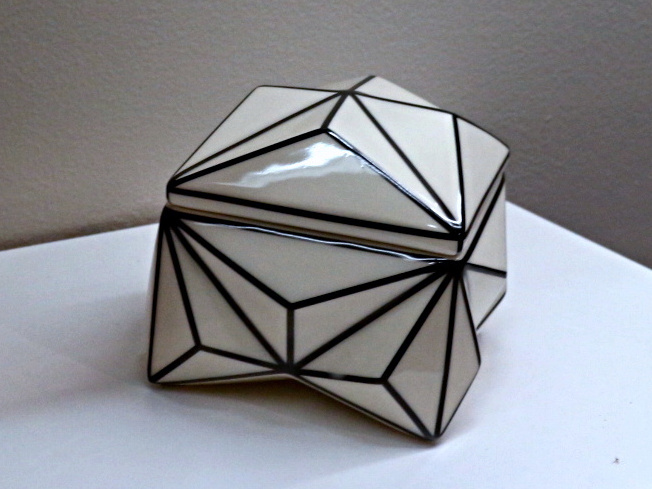
Pavel Janák : boîte en forme de cristal, céramique, 1911
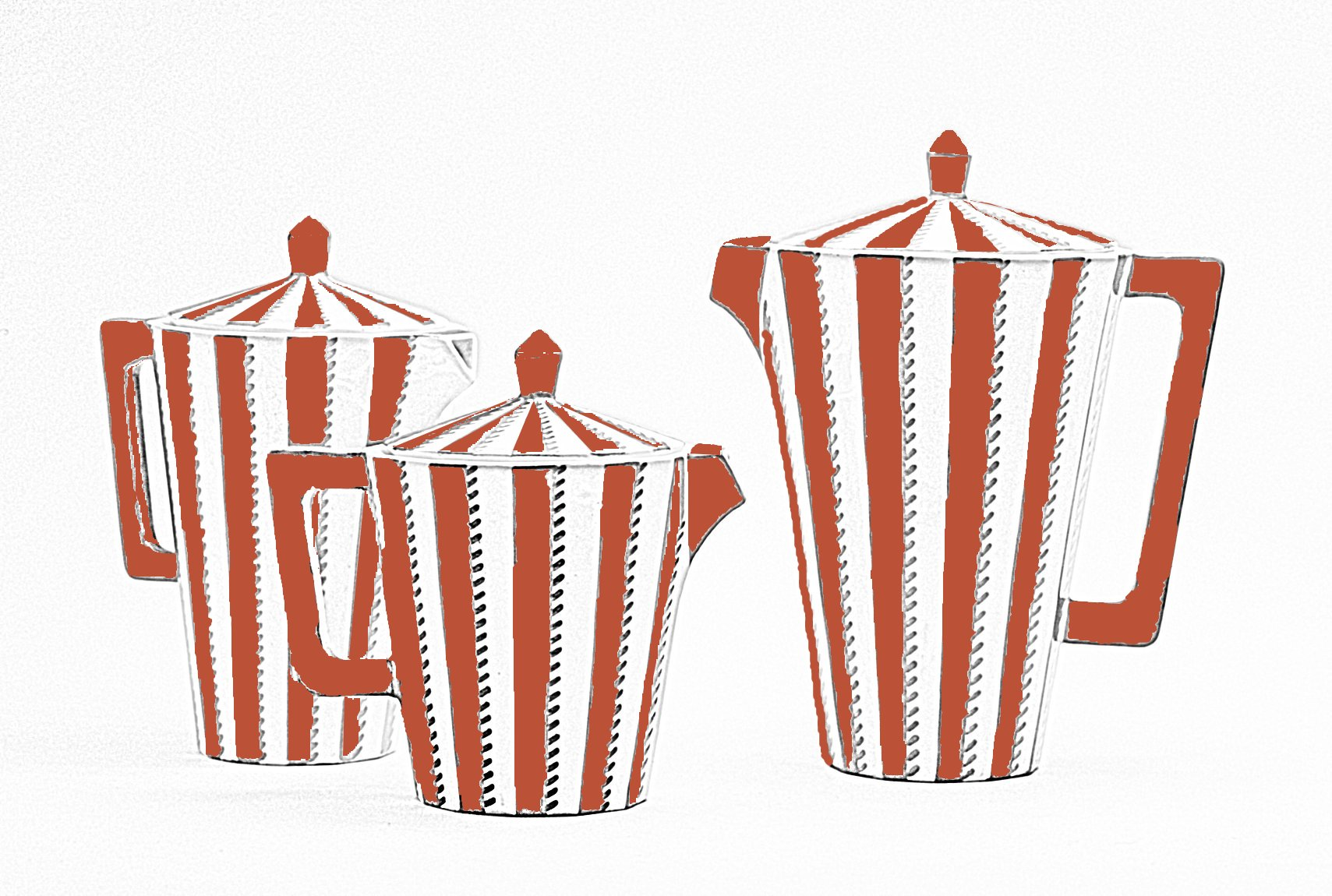
Pavel Janák : service à café, 1912–1919
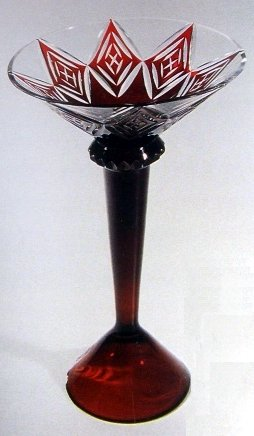
Josef Rosipal : verre en cristal, 1914
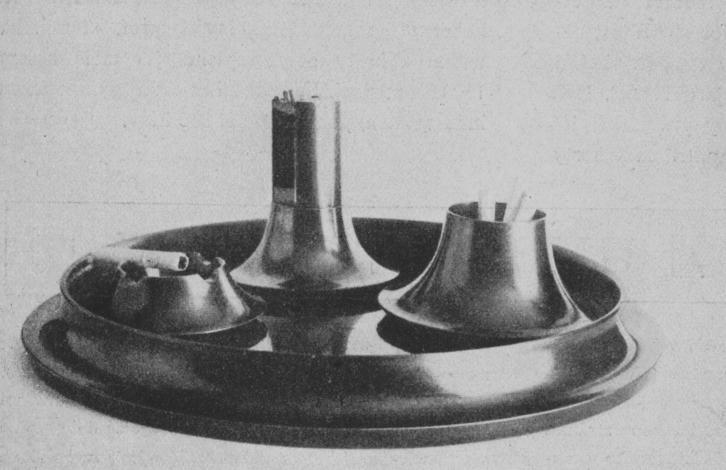
Rudolf Stockar : cendrier, métal, 1919
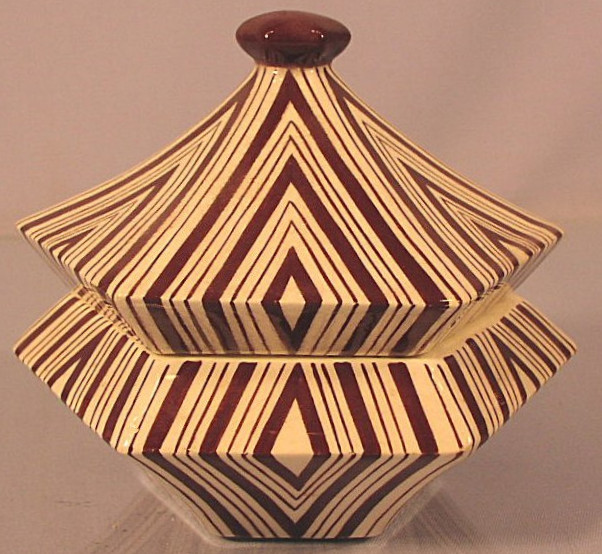
Pavel Janák : boîte en céramique, vers 1920
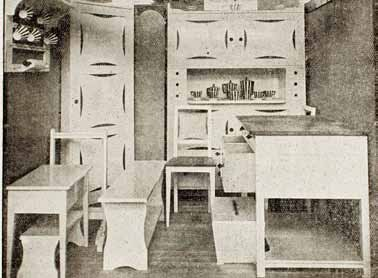
Rudolf Stockar : cuisine, 1921

## Expositions
- 2009 :  Artěl 1908-1935 : Tsjechisch kubisme in het dagelijks leven, Gand, Designcentrum Vlaanderen[8]
- 2010 : Artěl : art d’ús diari 1908-1935, Valence, Museo Valenciano de la Ilustración y la Modernidad-MuVIM
- 2011 : Artěl 1908-1935. Tschechischer Kubismus im Alltag, Leipzig, Grassimuseum für angewandte Kunst